# اخترشناسی پرانرژی
اخترشناسی پر انرژی دانش و پژوهش اجرام آسمانی است که تابش الکترومغناطیسی را با طول موج پر انرژی می‌پراکنند. گستره این شاخه، درباره اخترشناسی پرتو ایکس، اخترشناسی پرتو گاما، اخترشناسی فرابنفش و همچنین پژوهش درباره نوترینو و پرتو کیهانی است.
اجرام آسمانی که در این گستره مورد پژوهش قرار می‌گیرند سیاه‌چاله، ستاره نوترونی، هسته کهکشانی فعال، ابرنواختر، بازمانده ابرنواختر، و انفجار پرتوی گاما هستند.

## ماموریت‌ها
برخی کاوشگرهای فضایی و زمینی که برای پژوهش اخترشناسی پر انرژی استفاده شده‌اند:
- رصدخانه پیر اوجر
- رصدخانه پرتو ایکس چاندرا
- تلسکوپ فضایی پرتو گامای فرمی
- رصدخانه ردیاب نوترینو آیس کیوب